# Ambito territoriale ottimale
L'ambito territoriale ottimale (ATO) è un territorio in Italia su cui sono organizzati servizi pubblici integrati, ad esempio quello idrico o quello dei rifiuti (vedi Codice dell'Ambiente, D. Lgs 152/2006 e successive modifiche, che ha abrogato la L.36/94). Tali ambiti sono individuati dalle regioni con apposita legge regionale (nel caso del Servizio idrico integrato con riferimento ai bacini idrografici), e su di essi agiscono le Autorità d'ambito, strutture dotate di personalità giuridica che organizzano, affidano e controllano la gestione del servizio integrato.
Secondo la legge 42/2010, le Autorità d'Ambito sarebbero dovute essere abolite entro marzo 2011 e le funzioni riattribuite dalle regioni; sulla disciplina dei servizi pubblici hanno peraltro inciso i referendum abrogativi del 2011.

## ATO Rifiuti
L'ambito territoriale ottimale per il servizio di gestione dei rifiuti viene introdotto con l'articolo 23 del D.Lgs 22/97, il cosiddetto decreto Ronchi. Il D.Lgs 152/2006 introduce le Autorità d'ambito, che agiscono sugli ATO e sono destinatari di alcune prerogative precedentemente affidate alle regioni e alle province in merito di gestione dei rifiuti. Agli ATO si applicano i principi di autosufficienza dello smaltimento e di prossimità dello smaltimento, ovvero la riduzione della movimentazione di rifiuti. In breve, ispirandosi a quanto era già avvenuto per il servizio idrico, si creano delle dimensioni gestionali per la gestione integrata dei rifiuti che travalicano i confini comunali per raggiungere "adeguate dimensioni gestionali" (D.Lgs 152/2006 art. 200 comma 1), di fatto inter provinciali.
Le competenze affidate alle Autorità d'ambito sono sostanzialmente quelle che il decreto Ronchi prevedeva per le province. Le Autorità d'ambito, infatti, 
“(...) operano la ricognizione delle opere ed impianti esistenti, trasmettendo alla regione i relativi dati. Le Autorità d'ambito inoltre, ai medesimi fini, definiscono le procedure e le modalità (...) per il conseguimento degli obiettivi previsti (...) ed elaborano, sulla base dei criteri e degli indirizzi fissati dalle regioni, un piano d'ambito comprensivo di un programma degli interventi necessari, accompagnato da un piano finanziario e dal connesso modello gestionale ed organizzativo. Il piano finanziario indica, in particolare, le risorse disponibili, quelle da reperire, nonché i proventi derivanti dall'applicazione della tariffa sui rifiuti per il periodo considerato.” (D.Lgs 152/2006, art. 203 comma 3).

## ATO Servizio Idrico Integrato
Gli ATO Acqua sono stati originariamente istituiti a seguito della legge 5 gennaio 1994 n. 36 "Disposizioni in materia di risorse idriche" che ha riorganizzato i servizi idrici aggregando sotto un'unica autorità (l'Autorità d'ambito) i servizi di acquedotto, fognatura e depurazione in tutte le loro fasi, ivi comprese le relative tariffe.
L'Autorità d'Ambito che opera nel territorio di ciascun ATO ha lo scopo di garantire un ottimale approvvigionamento d'acqua potabile, privilegiando la qualità ma anche salvaguardando le risorse idriche nel rispetto dell'ambiente, inoltre tutela il consumatore, stante il regime di monopolio in cui operano i gestori del "Servizio idrico integrato": (captazione, adduzione e distribuzione dell'acqua, collettamento e depurazione delle acque reflue).
Il Legislatore, con il decreto legislativo 3 aprile 2006, n. 152 "Norme in materia ambientale", definisce le Autorità d'ambito come segue (articolo 148):
1. L'Autorità d'ambito è una struttura dotata di personalità giuridica costituita in ciascun ambito territoriale ottimale delimitato dalla competente regione, alla quale gli enti locali partecipano obbligatoriamente ed alla quale è trasferito l'esercizio delle competenze ad essi spettanti in materia di gestione delle risorse idriche, ivi compresa la programmazione delle infrastrutture idriche di cui all'articolo 143, comma 1.
2. Le regioni e le province autonome possono disciplinare le forme ed i modi della cooperazione tra gli enti locali ricadenti nel medesimo ambito ottimale, prevedendo che gli stessi costituiscano le Autorità d'ambito di cui al comma 1, cui è demandata l'organizzazione, l'affidamento e il controllo della gestione del servizio idrico integrato.
Le competenze degli enti locali ricompresi nel territorio dell'ambito territoriale ottimale (definito con apposita legge regionale da ogni singola regione), sono le seguenti (articolo 142, comma 3):
3. Gli enti locali, attraverso l'Autorità d'ambito di cui all'articolo 148, comma 1, svolgono le funzioni di organizzazione del servizio idrico integrato, di scelta della forma di gestione, di determinazione e modulazione delle tariffe all'utenza, di affidamento della gestione e relativo controllo, secondo le disposizioni della parte terza del presente decreto.
Con la Legge 26 marzo 2010, n. 42, (Gu 27 marzo 2010 n. 72):Conversione del Dl 2/2010 recante interventi urgenti concernenti enti locali e regioni vengono abolite le Autorità d'Ambito entro 1 anno dalla entrata in vigore, come recita l'Articolo 1: Interventi urgenti sul contenimento delle spese negli enti locali al comma 1-quinquies." All'articolo 2, della legge 23 dicembre 2009, n. 191, dopo il comma 186, è inserito il seguente: "186-bis. Decorso un anno dalla data di entrata in vigore della presente legge, sono soppresse le Autorità d'ambito territoriale di cui agli articoli 148 e 201 del decreto legislativo 3 aprile 2006, n. 152, e successive modificazioni.
Decorso lo stesso termine, ogni atto compiuto dalle Autorità d'ambito territoriale è da considerarsi nullo. Entro un anno dalla data di entrata in vigore della presente legge, le regioni attribuiscono con legge le funzioni già esercitate dalle Autorità, nel rispetto dei principi di sussidiarietà, differenziazione e adeguatezza. Le disposizioni di cui agli articoli 148 e 201 del citato decreto legislativo n.152 del 2006 sono efficaci in ciascuna regione fino alla data di entrata in vigore della legge regionale di cui al periodo precedente. I medesimi articoli sono comunque abrogati decorso un anno dalla data di entrata in vigore della presente legge"." Con decreto della Presidenza del Consiglio dei Ministri del 25-3-2011 ("Ulteriore proroga di termini relativa al Ministero dell'ambiente e della tutela del territorio e del mare. Pubb. GU 31 marzo 2011, n. 74) tale termine è stato ulteriormente prorogato al 31/12/2011.

### Elenco ATO Servizio idrico integrato

#### Abruzzo
- ERSI Abruzzo (ex ATO 1 Aquilano, ATO 2 Marsicano, ATO 3 Peligno - Alto Sangro, ATO 4 Val Pescara, ATO 5 Teramano, ATO 6 Chietino)

#### Basilicata
- ATO Basilicata

#### Calabria
- ATO 1 Cosenza
- ATO 2 Catanzaro
- ATO 3 Crotone
- ATO 4 Vibo Valentia
- ATO 5 Reggio Calabria

#### Campania
- ATO 1 Calore Irpino
- ATO 2 Napoli Volturno
- ATO 3 Sarnese Vesuviano
- ATO 4 Sele

#### Emilia-Romagna
- ATO 1 Piacenza
- ATO 2 Parma
- ATO 3 Reggio Emilia
- ATO 4 Modena
- ATO 5 Bologna
- ATO 6 Ferrara
- ATO 7 Ravenna
- ATO 8 Forlì Cesena
- ATO 9 Rimini

#### Friuli-Venezia Giulia
- ATO Centrale
- ATO Occidentale
- ATO Orientale Gorizia
- ATO Orientale Triestino

#### Lazio
- ATO 1 Lazio Nord – Viterbo
- ATO 2 Lazio Centrale – Roma
- ATO 3 Lazio Centrale – Rieti
- ATO 4 Lazio Meridionale – Latina
- ATO 5 Lazio Meridionale - Frosinone

#### Liguria
- ATO Genova
- ATO Imperia
- ATO La Spezia
- ATO Savona

#### Lombardia
- ATO Bergamo
- ATO Brescia
- ATO Città Metropolitana di Milano (dal 17/06/2016 comprende gli ex Ato del comune e della provincia di Milano)
- ATO Como
- ATO Cremona
- ATO Lecco
- ATO Lodi
- ATO Mantova
- ATO Monza
- ATO Pavia
- ATO Sondrio
- ATO Varese

#### Marche
- ATO 1 Marche Nord – Pesaro Urbino
- ATO 2 Marche Centro – Ancona
- ATO 3 Marche Centro – Macerata
- ATO 4 Marche Sud – Fermo
- ATO 5 Marche Sud – Ascoli Piceno

#### Molise
- ATO Molise

#### Piemonte
- ATO 1 - Verbano, Cusio, Ossola, Pianura, Novara
- ATO 2 – Biellese – Vercellese - Casalese
- ATO 3 – Torinese
- ATO 4 – Cuneese
- ATO 5 – Astigiano, Monferrato
- ATO 6 – Alessandrino

#### Puglia
- ATO Puglia

#### Sardegna
- Alta Gallura
- Alta Marmilla
- Anglona
- Barbagia
- Barigadu
- Baronia
- Campidano
- Campidano di Cagliari
- Campidano di Oristano
- Capoterra
- Coros
- Gallura
- Gennargentu
- Gerrei
- Goceano
- Guilcer
- Iglesiente
- Linas
- Mandrolisai
- Marghine
- Marmilla
- Meilogu
- Montacuto
- Montiferru
- Nuorese
- Nurra
- Ogliastra
- Parteòlla
- Planargia
- Romangia
- Sarcidano
- Sarrabus
- Sinis
- Sulcis
- Supramonte
- Trexenta
- Villanova

#### Sicilia
- Sovrambito - Sicilia
- ATO 1 - Palermo
- ATO 2 - Catania
- ATO 4 - Messina
- ATO 2 - Ragusa
- ATO 5 - Enna
- ATO 6 - Caltanissetta
- ATO 7 - Trapani
- ATO 8 - Siracusa
- ATO 9 - Agrigento

#### Toscana
- AIT Autorità Idrica Toscana

#### Umbria
- Gli ATO in Umbria sono stati sostituiti con 4 ATI (Ambito territoriale integrato) che assommano le competenze in tema:  Idrico, gestione dei rifiuti, politiche sociali, turismo e sanità (Umbria L.R.23 del 9 luglio 2007)

#### Valle d'Aosta
- ATO Valle d'Aosta

#### Veneto
- Alto Veneto
- Bacchiglione
- Brenta
- Laguna di Venezia
- Polesine
- Valle del Chiampo
- Veneto Orientale
- Veronese[4]

## Soppressione delle Autorità d'Ambito
La legge n.42 del 26 marzo 2010 (ovvero la legge di conversione del decreto legge del 25 gennaio 2010 n.2 recante “Interventi urgenti concernenti enti locali e regioni”), tramite l'art. 1 comma 1 ha aggiunto un nuovo comma 186-bis all'art.2 della legge finanziaria 2010 (legge 23 dicembre 2009 n.191), decretando la soppressione delle Autorità d'Ambito a partire da un anno dalla sua approvazione (cioè entro il 27 marzo 2011).
La legge stabilisce inoltre che le regioni dovranno ripartire le funzioni degli ATO ad altri enti. La norma non chiarisce quali enti dovranno essere destinatari delle funzioni degli ATO, ma lascia intendere che non potranno essere nuove forme di aggregazione, in quanto la ratio della norma sta nel contenimento delle spese degli enti locali e nella semplificazione del sistema eliminando gli enti intermedi.
Il decreto Milleproroghe, ovvero il decreto legge n.225 del 29 dicembre 2010, convertito in legge con la l. n.10 del 26 febbraio 2011, introduceva la possibilità di prorogare l'abolizione degli ATO ulteriormente. Il DPCM 25 marzo 2011 proroga l'abolizione degli ATO al 31/12/2011. Nell'allegato del suddetto decreto la scelta viene così motivata:
"La proroga intende assicurare l'indispensabile continuità nell'erogazione dei servizi pubblici locali e nell'esercizio delle relative funzioni pubbliche, poiché l'abrogazione delle Autorità d'ambito ad opera dell'articolo 2, comma 186-bis della legge 191/2009, coinciderebbe temporalmente con le prime applicazioni delle disposizioni in tema di affidamento del servizio pubblico locale recate dall'articolo 23-bis del Dl 112/2008(...)".
In breve, non si voleva intralciare con la soppressione delle Autorità d'ambito il processo di affidamento del servizio di gestione dei rifiuti a un gestore unico.